# Demócratas por McCain

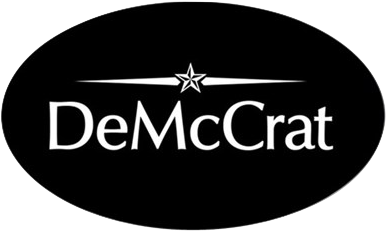
Calcomanía Demócratas por McCain

Demócratas por McCain o simplemente McCaincrat es un término aplicado a los Demócratas que han respaldado o que planearon votar por el senador John McCain en las elecciones presidenciales estadounidenses de 2008. Desde junio las encuestas Gallup Poll indican que McCain generalmente ha tenido la ventaja en el apoyo de personas que se cambian de partido a la hora de votar en comparación con Obama, pero tal ventaja usualmente era insignificante como estadística. La encuesta realizada entre el 8 de septiembre y el 14 de septiembre dio una ventaja ligeramente mayor a McCain atrayendo a 12% de votantes demócratas mientras que recibió un 6% de votantes republicanos. Entre los votantes blancos Gallup indica que McCain ha tenido mantenido la delantera consistente y estadísticamente en ganar los votos del otro partido. McCain nunca ha recibido más del 19% entre los votantes demócratas blancos. Andrew Romano de Newsweek ha declarado que según las encuestas que ha leído se puede afirmar que los votantes que se cambian de partido se "cancelan unos a otros" hasta el momento.

## Joe Lieberman

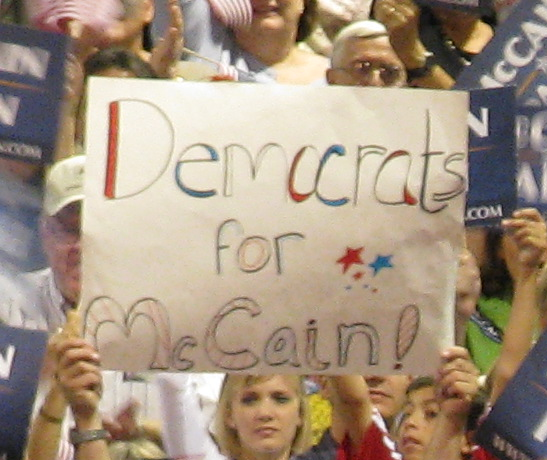
Cartel de "Demócratas por McCain" en un mitin de campaña de McCain en Albuquerque.

El miembro más conocido del Partido Demócrata que apoyó a McCain fue el senador Joe Lieberman, quien se había postulado a la vicepresidencia por el Partido Demócrata en 2000. El 17 de diciembre de 2007, Lieberman respaldó a McCain,contradiciendo su postura de julio de 2006, donde declaró: «Quiero que los demócratas recuperen la mayoría en Washington y elijan a un presidente demócrata en 2008».Lieberman citó su acuerdo con la postura de McCain sobre la guerra contra el terrorismo como la principal razón para su respaldo.
El 5 de junio, Lieberman lanzó "Ciudadanos por McCain", alojado en el sitio web de la campaña de McCain, para captar apoyo demócrata para la candidatura de John McCain. Destacó la labor del grupo de acercamiento a los partidarios de Hillary Clinton, quien en ese momento se esperaba que perdiera la nominación presidencial demócrata ante Barack Obama.Ciudadanos por McCain ocupó un lugar destacado en los esfuerzos del equipo de McCain para atraer a partidarios descontentos de Hillary Clinton, como Debra Bartoshevich.
Lieberman habló en la Convención Nacional Republicana de 2008 en nombre de McCain y su compañera de fórmula, la gobernadora de Alaska Sarah Palin.Lieberman estuvo junto a McCain y el senador Lindsey Graham durante una visita al presidente francés Nicolas Sarkozy el 21 de marzo de 2008.

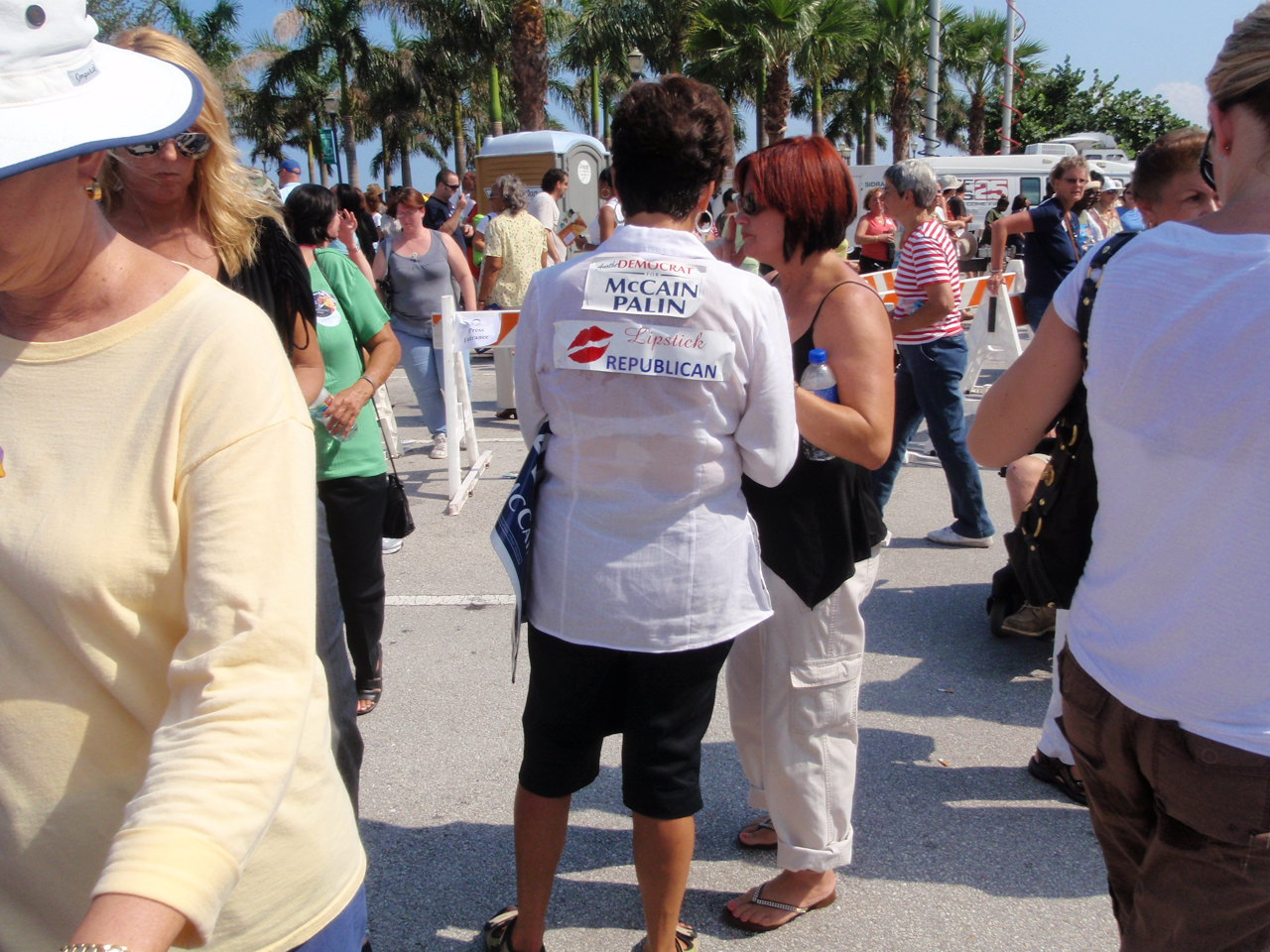
Una mujer con un cartel que dice: "Otro demócrata por McCain/Palin".

### Elección del vicepresidente republicano
Lieberman fue mencionado como un posible candidato a vicepresidente en una fórmula de McCain.ABC News informó que Lieberman fue la primera opción de McCain para vicepresidente hasta varios días antes de la selección, cuando McCain decidió que elegir a Lieberman alienaría a la base conservadora del Partido Republicano, debido a sus posiciones de centroizquierda en temas sociales.Lieberman había sido mencionado como un posible secretario de Estado bajo una administración de McCain.En 2018, McCain confirmó que sus asesores le habían aconsejado no elegir a Lieberman para la fórmula y que lamentaba haber seguido su consejo.

### Repercusiones y apoyo de Barack Obama
Muchos demócratas querían que Lieberman fuera destituido de su presidencia del Comité Senatorial de Seguridad Nacional y Asuntos Gubernamentales debido a su apoyo a John McCain.El líder de la minoría republicana, Mitch McConnell, contactó a Lieberman para solicitarle que se reuniera con los republicanos.Finalmente, el bloque demócrata del Senado votó 42 a 13 a favor de permitir que Lieberman mantuviera la presidencia (aunque perdió su membresía en el Comité de Medio Ambiente y Obras Públicas). Posteriormente, Lieberman anunció que continuaría participando en el bloque demócrata.Lieberman agradeció al presidente electo Barack Obama por ayudarlo a conservar la presidencia. Obama había instado en privado al líder de la mayoría demócrata del Senado, Harry Reid, a no destituir a Lieberman. Reid declaró que las críticas de Lieberman a Obama durante las elecciones lo enfurecieron, pero que "si observamos los problemas que enfrentamos como nación, ¿es este el momento de salir de aquí diciendo: '¡Vaya si nos vengamos!'"? El senador Tom Carper de Delaware también atribuyó la decisión de los demócratas sobre Lieberman al apoyo de Obama, afirmando que "si Barack puede seguir adelante, nosotros también podemos".

## Esfuerzos de campaña de McCain para reclutar el apoyo demócrata
El caso de Debra Bartoshevich, enfermera de urgencias de 41 años de Wisconsin, quien apareció en los anuncios televisivos nacionales de McCain, es un ejemplo de los esfuerzos del equipo de McCain por reclutar a demócratas de alto perfil y partidarios de Hillary Clinton. En el anuncio, Bartoshevich se declara "una orgullosa demócrata de Hillary Clinton" que votará por John McCain, en lugar de Barack Obama, en las elecciones presidenciales de 2008.
El apoyo de Bartoshevich a McCain fue noticia nacional porque fue delegada a la Convención Nacional Demócrata, una de las cuatro personas del condado de Racine, Wisconsin, seleccionadas por un caucus demócrata local. El periódico de Racine, Wisconsin Journal Time la cita, "en un discurso antes de la votación", diciendo a otros delegados: "La apoyo por su plan de salud universal... Veo las devastadoras consecuencias de las enfermedades en las personas sin seguro".
Se puede ver a Bartoshevich en YouTube diciéndole a un entrevistador de televisión que la campaña de McCain se puso en contacto con ella "aproximadamente tres minutos" después del discurso del 5 de junio de Hillary Clinton suspendiendo su campaña para la presidencia.
El viernes 13 de junio, el sitio web del Milwaukee Journal Sentinel informó sobre la afiliación pública de Bartoshevich a la campaña de McCain. Bartoshevich declaró al Journal Sentinel que su hermana la había "animado" a unirse como simpatizante a "Ciudadanos por McCain", una rama de la campaña dirigida a demócratas e independientes. Bartoshevich añadió que fue la campaña de McCain, y no ella misma, quien notificó a un periodista.Sin embargo, en una declaración posterior a los líderes del Partido Demócrata de Wisconsin, Bartoshevich afirmó que, de hecho, fue su hermana, quien trabajaba para Ciudadanos por McCain, quien publicó su nombre en el sitio web de la campaña de McCain.
El propio McCain viajó a Racine en julio, donde se reunió con Bartoshevich antes de presentarla a ella y a su familia en un evento de campaña de unas 1.000 personas.El 25 de agosto se lanzó el nuevo anuncio (llamado "Debra").Un segundo anuncio de McCain lanzado el mismo día (llamado "Passed Over") también instaba a los seguidores de Hillary Clinton a cambiar su lealtad a McCain.
También el 25 de agosto, Bartoshevich fue la figura central de una conferencia de prensa patrocinada por el Comité Nacional Republicano y presentada por Carly Fiorina. A Bartoshevich, quien defiende el derecho a decidir, se le preguntó sobre la opinión de McCain sobre Roe v. Wade. Respondió: «En 1999, John McCain concedió una entrevista al San Francisco Chronicle diciendo que anular Roe v. Wade no tendría ningún sentido, porque entonces las mujeres tendrían que abortar ilegalmente». Esto generó dudas, ya que la postura de McCain en agosto de 2008 era que Roe v. Wade debía anularse.En el debate presidencial celebrado el 15 de octubre, McCain reiteró este punto.

## Votantes demócratas conservadores y simpatizantes de Hillary Clinton

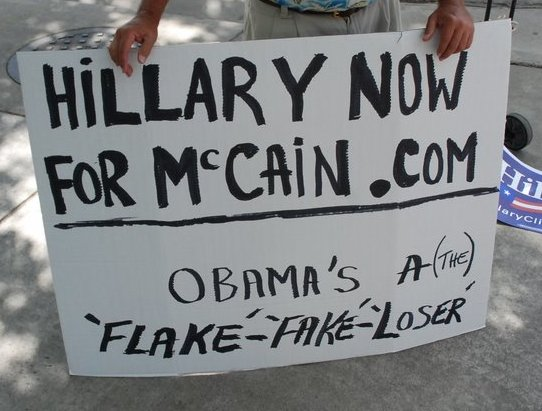
Persona con un cartel afuera de la Convención Nacional Demócrata de 2008 anunciando un sitio web llamado "Hillary; now for McCain" ("Hillary; ahora por McCain")

La encuesta de Gallup indica que el apoyo a McCain entre los demócratas que se consideran "conservadores" según los estándares del partido ha variado desde un mínimo del 15% hasta un máximo del 26% según Gallup.
Durante la campaña, hubo un importante debate en los medios sobre los votantes demócratas de Hillary Clinton que apoyaban a McCain, en particular los miembros de People United Means Action (también conocido como PUMA, originalmente significaba "Party Unity My Ass" y también conocido como "Just Stay No Deal") y aquellos que simpatizaban con él. Después de la concesión de Clinton el 8 de junio, el 40% de las mujeres que apoyaron a Clinton se describieron como insatisfechas y el 7% como enojadas; el 25% dijo que apoyaría a McCain en noviembre.

## Encuestas
Según las encuestas de Gallup, realizadas del 9 de junio al 17 de agosto, el apoyo multipartidista a McCain osciló entre el 10 % y el 13 %. En la encuesta del 18 al 24 de agosto, el apoyo a McCain entre los demócratas alcanzó un máximo del 14 %. Del 13 al 19 de octubre, las encuestas mostraron que el apoyo a McCain entre los demócratas fue del 7 %, el más bajo hasta la fecha.Las encuestas de salida de CNN situaron su apoyo demócrata en el 10 %, con el mismo porcentaje para el apoyo liberal. Es posible que estos resultados no representen al electorado general debido a la votación anticipada.
Según las encuestas de salida del día de las elecciones, McCain ganó los votos de sólo el 10% de los demócratas a nivel nacional, el mismo porcentaje de votos demócratas que George W. Bush ganó en 2004.

## Demócratas y exdemócratas que apoyaron a John McCain
- Bartle Bull, asistente de Robert F. Kennedy.[43]
- Wendy Button, ex redactora de discursos de Barack Obama, John Edwards y Hillary Clinton.[44][45][46]
- Orson Scott Card, autor de ciencia ficción y columnista demócrata,[47] dijo que apoyó y votó por Barack Obama durante la temporada de primarias, pero que se había convertido en partidario de McCain en septiembre de 2008.[48]
- David Carlin, exlíder de la mayoría demócrata del Senado de Rhode Island (antes de 1992)[49]
- Mark W. Erwin, ex embajador de Estados Unidos[50]
- Brenda Ferland, exmiembro demócrata de la Cámara de Representantes de New Hampshire.[51]
- Doreen Howard, miembro de la Cámara de Representantes de New Hampshire[52]
- Paul Johnson, exalcalde de Phoenix, Arizona (1990-1994)[53]
- Alexander M. Keith, ex vicegobernador (1963-1967) de Minnesota (conservador, miembro del Partido Demócrata-Agrario-Laborista de Minnesota)[54][55]
- Elaine Lafferty, ex editora de la revista Ms.[56]
- Joe Lieberman, exsenador del estado de Connecticut y candidato demócrata a la vicepresidencia en 2000.
- Shelly Mandell, presidenta de la sección de Los Ángeles, California, de la Organización Nacional de Mujeres[57][58]
- Zell Miller, exsenador estadounidense (demócrata por Georgia).
- Tim Penny, exrepresentante (1983-1995) (anteriormente miembro del Partido Demócrata-Agrario-Laborista de Minnesota)[55]
- Lynn Forester de Rothschild, empresaria y recaudadora de fondos para Hillary Clinton[59]
- Donald Trump, empresario, personalidad televisiva, político y actual presidente de los Estados Unidos (en ese momento pertenecía al ala conservadora del Partido Demócrata antes de convertirse posteriormente en republicano).[60]
- Bill Veroneau, exalcalde de Concord, New Hampshire[51]
- Steve Wenzel, exrepresentante estatal en Minnesota (designado por Bush para el USDA, desde entonces sólo ha contribuido a los republicanos)[55][61]
- R. James Woolsey Jr., exdirector de la CIA durante la presidencia de Bill Clinton, que se describe a sí mismo como un "demócrata de Scoop Jackson".[62]